# Aichkirchen
Aichkirchen är en ort och kommun i Österrike. Den ligger i distriktet Wels-Land i förbundslandet Oberösterreich,  190 kilometer väster om huvudstaden Wien. 
Kommunen består av 13 orter (Ortschaften) (inom parentes invånarantal 1 januari 2024):

- Aichkirchen (151)
- Brunngasse (22)
- Eisgering (43)
- Getzing (106)
- Ingerendt (8)
- Nopping (33)
- Pisdorf (56)
- Pitting (44)
- Puch (10)
- Rabenberg (18)
- Roitfeld (5)
- Stötten (10)
- Voglhub (129)